# آلن راک
آلن مایکل راک (به انگلیسی: Allan Michael Rock)، زادهٔ ۳۰ اوت سال ۱۹۴۷ میلادی، وکیل، سیاست‌مدار و دیپلمات سابق کانادایی بوده که امروزه سمت مدیریت دانشگاه اتاوا را بر عهده دارد. او از سال ۲۰۰۴ تا ۲۰۰۶ سفیر کانادا در سازمان ملل متحد بود.
او در سوم ژوئن سال ۲۰۰۸ توسط هیئت امنای دانشگاه اتاوا به سمت ریاست و معاونت این دانشگاه منصوب شد. دورهٔ انتصاب وی از پانزدهم ژوئیه همان سال آغاز شد.